# Elías Lixa Abimerhi
José Elías Lixa Abimerhi (Mérida, Yucatán; 28 de febrero de 1987) es un político mexicano perteneciente al Partido Acción Nacional. Del año 2012 al 2015 fue regidor de Mérida. Ha sido diputado local por el IV distrito electoral local de Yucatán de los años 2015 al 2018, ya que en este último pidió licencia para postularse como diputado federal al Congreso de la Unión de México del Distrito electoral federal 4 de Yucatán, resultando electo.

## Estudios
Es egresado de la Universidad Marista de Mérida con licenciatura en Derecho.

## Elecciones de 2015
En las elecciones para diputado local al Congreso del Estado de Yucatán resultó elegido.

## Diputado en la LXI legislatura del Congreso de Yucatán
Una de las iniciativa de Lixa durante su periodo de diputado, en el año de 2017, fue presentar una iniciativa para reformar la Ley de los Trabajadores al Servicio del Estado y Municipios de Yucatán, con la finalidad de fomentar el diagnóstico oportuno del cáncer de próstata.

## Elecciones de 2018
En estas elecciones participó a la Cámara de Diputados del Congreso de la Unión, resultando electo, según Instituto Nacional Electoral, con 104,448 sufragios.